# 莫雷扬
莫雷扬（法語：Maureilhan，法語發音：[moʁɛjɑ̃]）是法国埃罗省的一个市镇，属于贝济耶区。

## 地理
莫雷扬（43°21'26"N, 3°7'12"E）面积10.55 平方千米，位于法国奧克西塔尼大區埃罗省，该省份为法国南部沿海省份，南濒地中海，西南接奥德省，西北接塔恩省和阿韦龙省，东北与加尔省接壤。
与莫雷扬接壤的市镇（或旧市镇、城区）包括：皮塞吉耶、貝濟耶、卡佩斯唐、卡祖勒莱贝济耶、马罗桑、蒙塔迪。

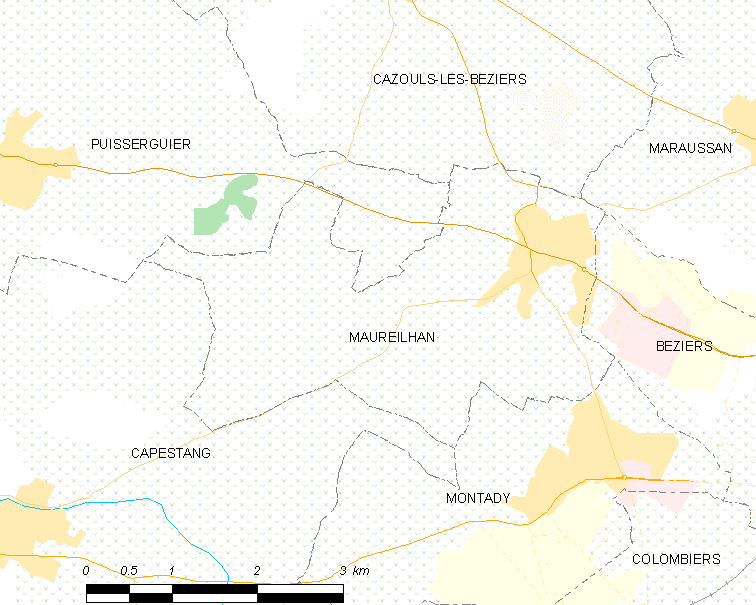
莫雷扬的OSM定位图

莫雷扬的时区为UTC+01:00、UTC+02:00（夏令时）。

## 行政
莫雷扬的邮政编码为34370，INSEE市镇编码为34155。

## 政治
莫雷扬所属的省级选区为卡祖勒莱贝济耶县。

## 人口

1962-2008年间莫雷扬人口变化图示

莫雷扬于2022年1月1日时的人口数量为2465人。